# Kompleks Sportowo-Koncertowy im. Heydəra Əliyeva w Baku
Kompleks Sportowo-Koncertowy im. Heydəra Əliyeva (azer. Heydər Əliyev adına İdman-Konsert Kompleksi) – hala widowiskowo-sportowa w Baku, stolicy Azerbejdżanu. Została otwarta w 1990 roku. Może pomieścić 7986 widzów (w tym 126 miejsc dla VIP-ów i 30 dla osób niepełnosprawnych). Obiekt nosi imię byłego prezydenta Azerbejdżanu, Heydəra Əliyeva.
Budowa hali rozpoczęła się w II połowie lat 70. XX wieku, jednak została ona ukończona dopiero w 1989 roku, a jej otwarcie nastąpiło w roku 1990. Hala została wyremontowana w 2006 roku, a w latach 2013–2015, przed I Igrzyskami Europejskimi, dokonano jej kompleksowej modernizacji, m.in. powiększono wówczas nieznacznie liczbę miejsc na trybunach i stworzono dekoracyjną elewację zewnętrzną.
Obiekt gościł wiele znaczących wydarzeń sportowych, m.in. mistrzostwa świata w gimnastyce artystycznej (2005), mistrzostwa świata w zapasach (2007), mistrzostwa Europy w gimnastyce artystycznej (2007, 2009) czy mistrzostwa świata w boksie (2011). Podczas I Igrzysk Europejskich w 2015 roku w obiekcie odbyły się zawody w judo, zapasach i sambo. Podczas igrzysk solidarności islamskiej w 2017 roku w hali rozegrano zawody w judo i zapasach; zawody w judo i zapasach odbyły się na obiekcie także w 2019 roku w ramach letniego olimpijskiego festiwalu młodzieży. Obiekt został wybrany również do goszczenia trzeciej edycji Konkursu Tańca Eurowizji w 2009 roku, ale ostatecznie zaniechano jego organizacji.